# Sarah Attar
Sarah Attar (arabiska: سارة عطار), född 27 augusti 1992 i Escondido, USA är amerikansk-saudisk friidrottare. Attar, som levt hela sitt liv i USA, deltog i 800 meter för damer i friidrott vid olympiska sommarspelen 2012. Utöver Attar representerade även Wojdan Shaherkani Saudiarabien vid de olympiska spelen. Inför spelen tränades Attar, som tidigare främst sprungit långdistans, av Joaquim Cruz.
Deras deltagande var resultatet av en lång process där internationella olympiska kommittén hade satt press på Saudiarabien. Hon deltog även i maraton för damer i friidrott vid olympiska sommarspelen 2016.